# Stephan Weichert

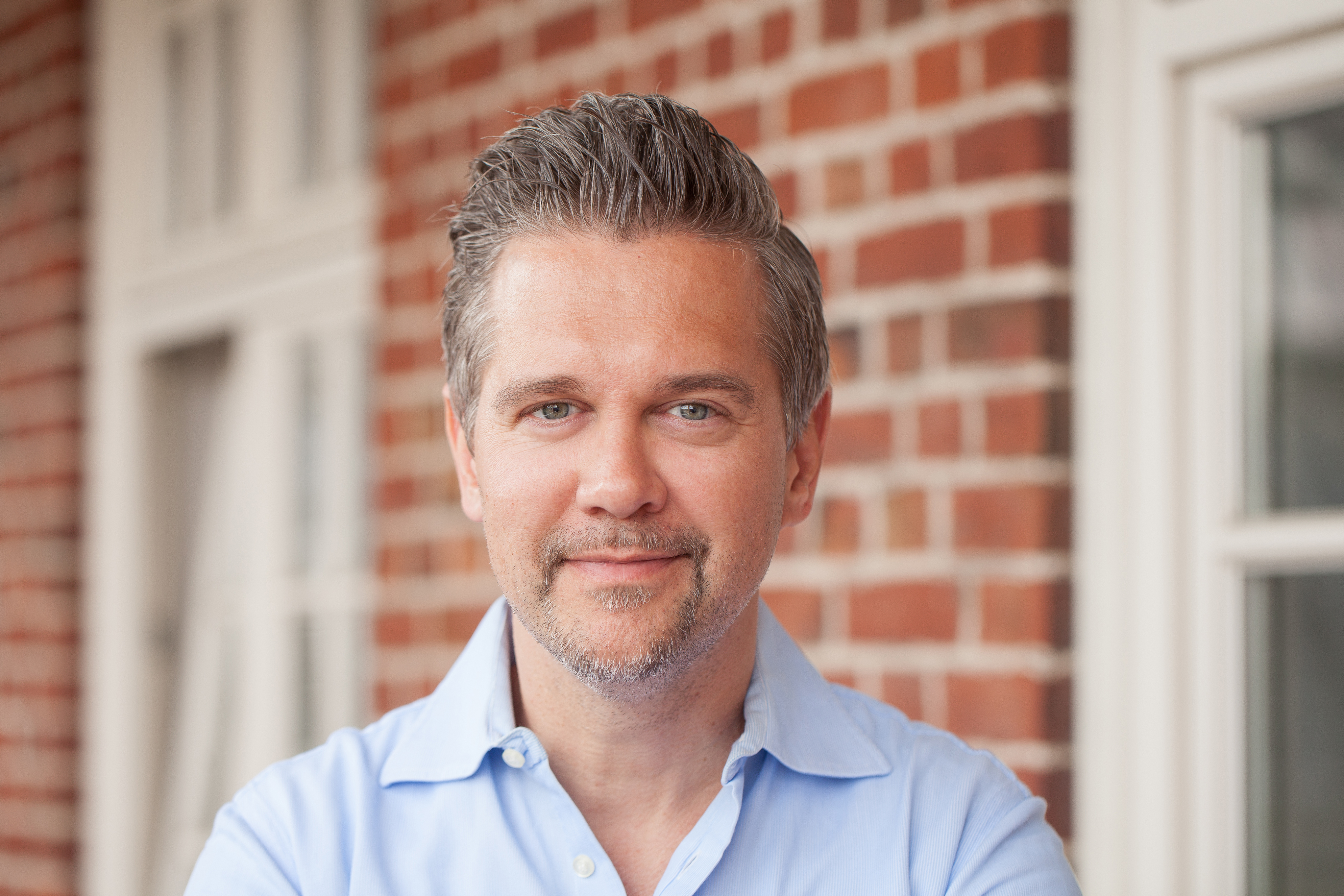
Stephan Weichert 2018 an der Hamburg Media School.

Stephan Weichert (* 16. Juli 1973 in Trier) ist ein deutscher Medien- und Kommunikationswissenschaftler sowie Publizist.

## Leben
Weichert studierte Soziologie, Journalistik und Psychologie und wurde 2006 an der Universität Hamburg promoviert mit einer Dissertation über den 11. September im deutschen Fernsehen. Er war wissenschaftlicher Mitarbeiter am Institut für Journalistik und Kommunikationswissenschaft der Universität Hamburg und am Hans-Bredow-Institut für Medienforschung. Weichert ist Vorstandsmitglied des Vereins Cover – Verein für Medien- und Journalismuskritik e. V., der das Onlinemagazin Vocer betreibt. In den Jahren 2008 und 2009 war Weichert Juror des Adolf-Grimme-Preises. Im Sommer 2008 war er außerdem Stipendiat der FAZIT-Stiftung und Visiting Fellow an der Graduate School of Journalism der Columbia University/ New York, wo er mehrere Wochen zur Zukunft der Zeitung forschte.
Bis März 2020 war Weichert an der Hamburg Media School Studiengangsleiter des berufsbegleitenden Studiengangs Digital Journalism (Executive Master of Arts in Journalism) und des dazugehörigen Studienstrangs Master-Volontariat. Außerdem leitete er das von ihm ins Leben gerufene Digital Journalism Fellowship, ein von Facebook finanziertes unabhängiges Weiterbildungsprogramm für berufstätige Journalisten. Er hat zudem den Constructive Journalism Day initiiert, der seit 2018 in Kooperation mit dem NDR durchgeführt wird. 
Seit 2020 forscht er an der Hamburg Media School im Bereich Strategieentwicklung sowie Innovation und Nachhaltigkeit im digitalen Journalismus. Von 2005 bis 2009 arbeitete er bei Lutz Hachmeister am Berliner Institut für Medien- und Kommunikationspolitik in Berlin, u. a. als Projektleiter des Forschungsschwerpunkts „Qualitätsjournalismus und Prestige-Presse“ und Chefredakteur des „Jahrbuchs Fernsehen“. Weichert war von 2008 bis 2018 außerdem als Professor für Journalistik regionaler Studiengangsleiter für Journalistik an der Macromedia Hochschule für Medien und Kommunikation in Hamburg tätig.
2021 hat er das VOCER Institut für Digitale Resilienz mitgegründet, Thinktank und Akademie für Nachhaltigkeit in der digitalen Transformation. Weichert ist Mitinitiator des #Netzwende Awards, den mit 10.000 Euro dotierten Preis für Innovationen im Journalismus, der in Kooperation mit Rudolf Augstein Stiftung und ZEIT-Stiftung an nachhaltige digitale Startups und Projekte verliehen wird.
Weichert schreibt regelmäßig als Autor für überregionale Zeitungen, Internet-Portale und Fachblätter (FAZ, Süddeutsche Zeitung, Neue Zürcher Zeitung, Rheinischer Merkur, sueddeutsche.de, Focus Online, Medium Magazin, journalist und epd medien). Er war außerdem mehrfach Gast des Podcasts Medien-Woche. Er ist Autor und Regisseur des Dokumentarfilms „Medienmacher von morgen. Eine Deutschlandreise ins Digitale“ (3sat/ WDR) aus dem Jahr 2021.

## Publikationen
- Medien. Basiswissen für die Medienpraxis. (m. Christian Meier, 2012) ISBN 978-3-86962-023-7.
- Die Vorkämpfer. Wie Journalisten über die Welt im Ausnahmezustand berichten. (m. Leif Kramp, 2011) ISBN 978-3-86962-036-7.
- Wozu noch Journalismus? Wie das Internet einen Beruf verändert. (hrsg. m. Leif Kramp u. Hans-Jürgen Jakobs), Verlag Vandenhoeck & Ruprecht, Göttingen 2010, ISBN 978-3-525-30004-6.
- Digitale Mediapolis? Die neue Öffentlichkeit im Internet. (hrsg. m. Leif Kramp u. Alexander von Streit, 2010)
- Die Meinungsmacher. Über die Verwahrlosung des Hauptstadtjournalismus. (m. Leif Kramp, 2010)
- Pressefreiheit ohne Grenzen? Grenzen der Pressefreiheit. (hrsg. m. Martin Welker u. Andreas Elter, 2010)
- Wozu noch Zeitungen? Wie das Internet die Presse revolutioniert. (hrsg. m. Leif Kramp u. Hans-Jürgen Jakobs, 2009)
- Die Alpha-Journalisten 2.0. Deutschlands neue Wortführer im Porträt. (hrsg. m. Christian Zabel, 2009)
- Das Verschwinden der Zeitung? Internationale Trends und medienpolitische Problemfelder. (m. Leif Kramp, 2009)[7]
- Journalismus in der Berliner Republik. Wer prägt die politische Agenda in der Bundeshauptstadt? (m. Leif Kramp, 2008, Online)
- Die Alpha-Journalisten. Deutschlands Wortführer im Porträt. (hrsg. m. Christian Zabel, 2007)
- Die Krise als Medienereignis. Über den 11. September im deutschen Fernsehen. (2006)
- Die Selbstbeobachtungsfalle. Grenzen und Grenzgänge des Medienjournalismus. (hrsg. m. Michael Beuthner, 2005)
- Bilder des Terrors – Terror der Bilder? Krisenberichterstattung am und nach dem 11. September. (hrsg. m. Michael Beuthner, Joachim Buttler, Sandra Fröhlich u. Irene Neverla, 2003)